# 개수염
개수염(-鬚髥, 학명 : Eriocaulon miquelianum)은 곡정초과에 속하는 한해살이풀이다.  

## 분포
한국·중국·일본에 분포하며 논밭의 습지에서 자란다. 

## 특징
뿌리는 흰 수염뿌리이고 원줄기가 없으며 잎이 뭉쳐난다. 잎은 선형인데 밑쪽의 것은 길이가 5-20cm이고 나비는 3-4mm이며 끝이 뾰족하다. 꽃줄기는 여러 개가 나오고 4-5개의 능선이 있다. 두상화는 거꾸로 된 원뿔형이고, 총포 조각은 8-9개로 끝이 뾰족하며 3맥이 있고 꽃보다 길다. 수꽃은 가운데 달리고 수술은 6개이며 꽃밥은 검은색이다. 암꽃은 수꽃 주위에 있고 꽃받침은 서로 붙었는데 얕게 3개로 갈라진다. 꽃잎은 떨어져 있고 안쪽에 긴 털이 있으며, 암술머리는 3개이다. 씨는 타원형으로 갈고리 같은 털이 있다. 전초를 곡정초와 함께 약용으로 쓰고 있다. 